# Журавець круглолистий
{{#ifeq:0|0|{{#if:|{{#if:Geraniumrotundifolium|[[]}}|}}}}
Журавець круглолистийабо герань круглолиста (Geranium rotundifolium L.) — вид рослин родини геранієві (Geraniaceae). Етимологія: лат. rotundifolium — «круглолистий».

## Опис
Однорічна трав'яниста рослина 10–40(60) см заввишки. Стебла прямовисні, запушені. Волохате листя розташоване в розетці біля основи, а потім супротивне. Суцвіття: зонтик на дві квітки. Пелюстки (3,7)4–8 мм, обернено-яйцеподібні, цілі, рожеві або фіолетові. Квітне з лютого по липень (вересень), а іноді і в зимовий період.

## Поширення
Північна Африка: Алжир; [пн.] Лівія [пн.]; Марокко; Туніс. Азія: Афганістан; Кіпр; Іран; Ірак; Ізраїль; Йорданія; Ліван; Сирія; Туреччина; Казахстан; Киргизстан; Таджикистан; Туркменістан; Індія [пн.зх.]; Пакистан [пн.]. Кавказ: Вірменія; Азербайджан; Грузія; Росія — Передкавказзя, Дагестан. Європа: Ірландія; Об'єднане Королівство; Австрія; Бельгія; Чехія; Німеччина; Угорщина; Словаччина; Білорусь; Латвія; Литва; Молдова; Україна [вкл. Крим]; Албанія; Болгарія; Хорватія; Греція [вкл. Крит]; Італія [вкл. Сардинія, Сицилія]; Румунія; Сербія; Словенія; Португалія [вкл. Мадейра]; Гібралтар; Іспанія [вкл. Балеарські острови, Канарські острови]. Натуралізований в деяких інших країнах.
Воліє теплі, більш-менш сухі й багаті поживними речовинами, кам'янисті супіски. Росте на полях, у виноградниках, уздовж стін, огорож, доріжок і в садах.

## Галерея

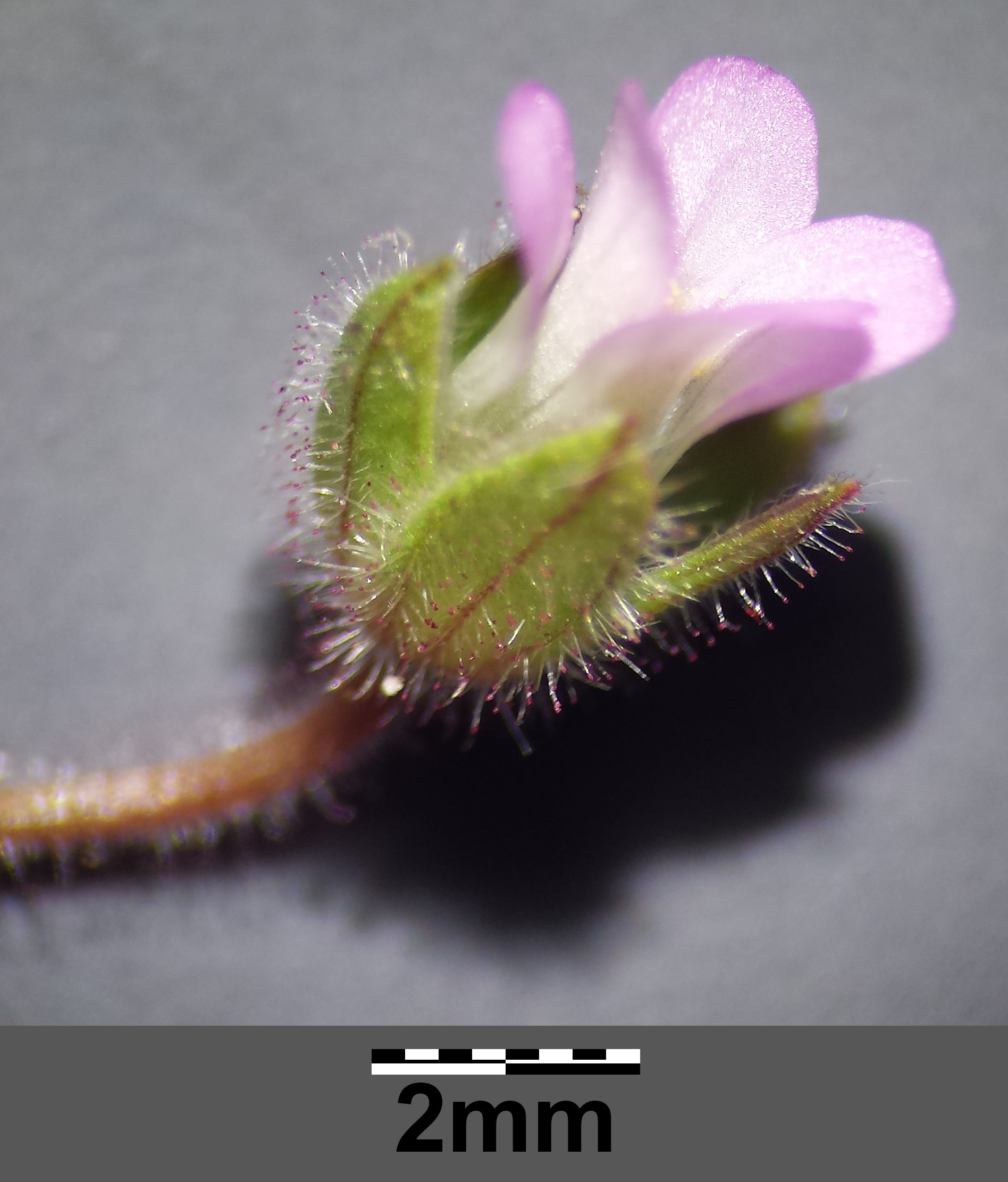
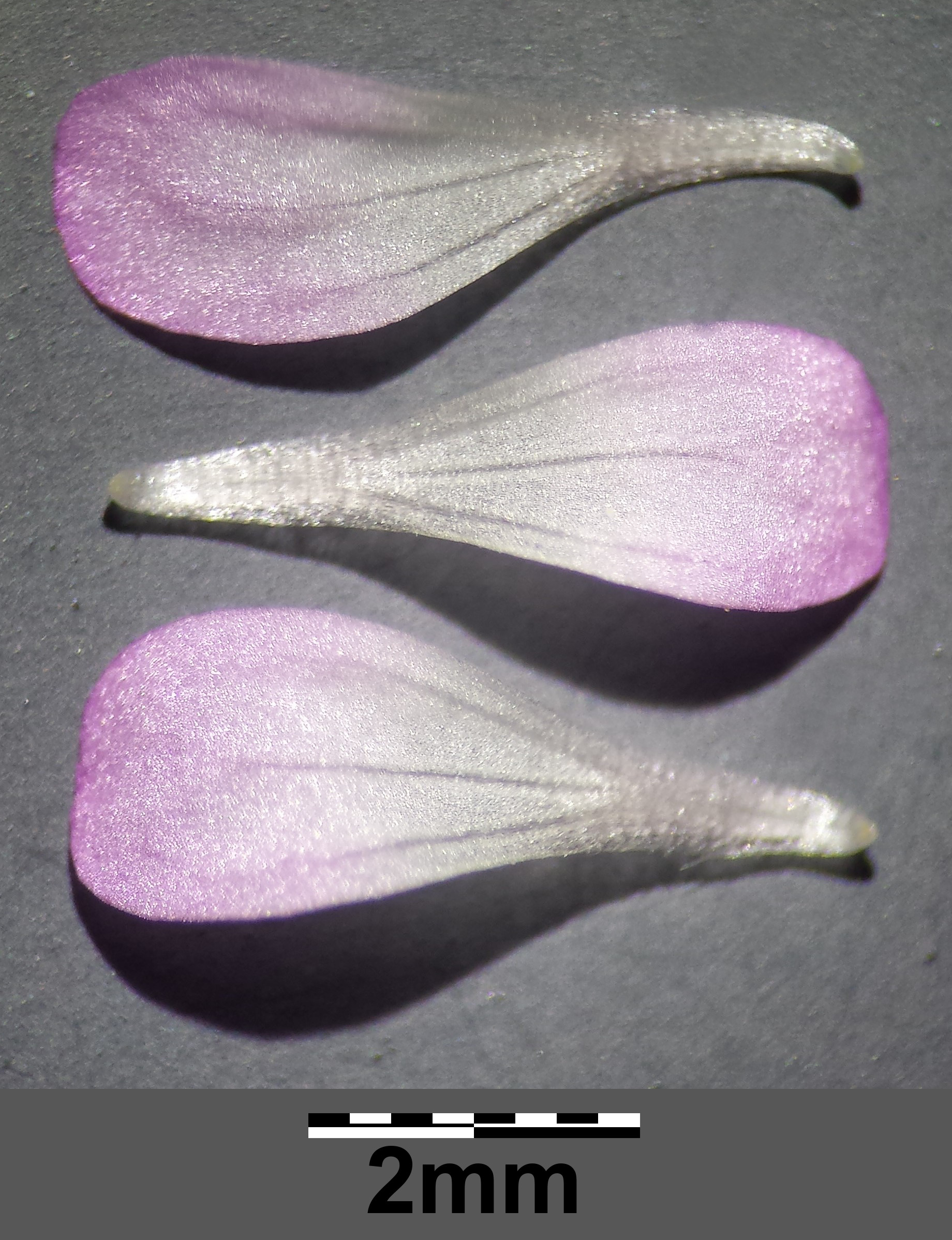
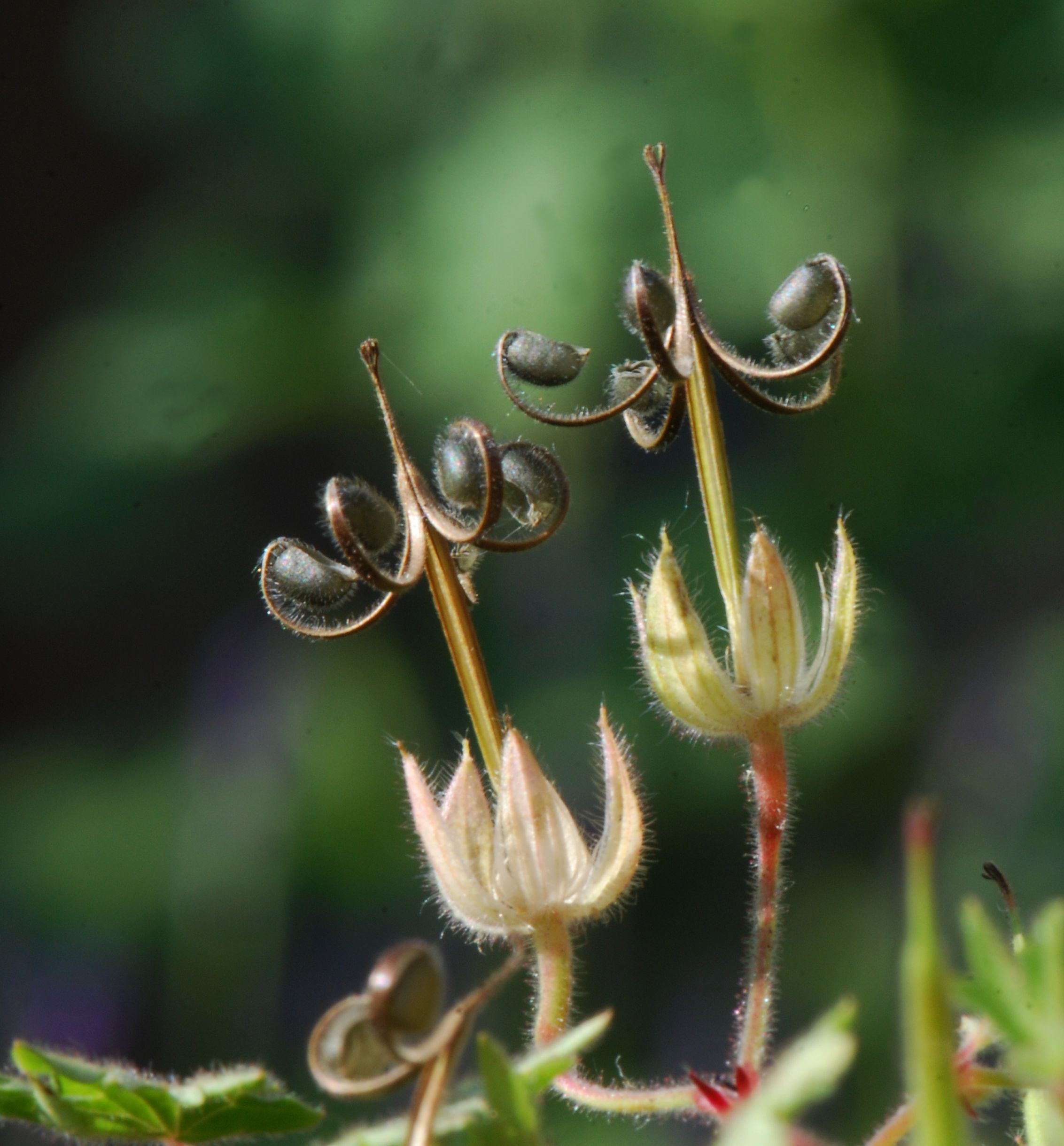
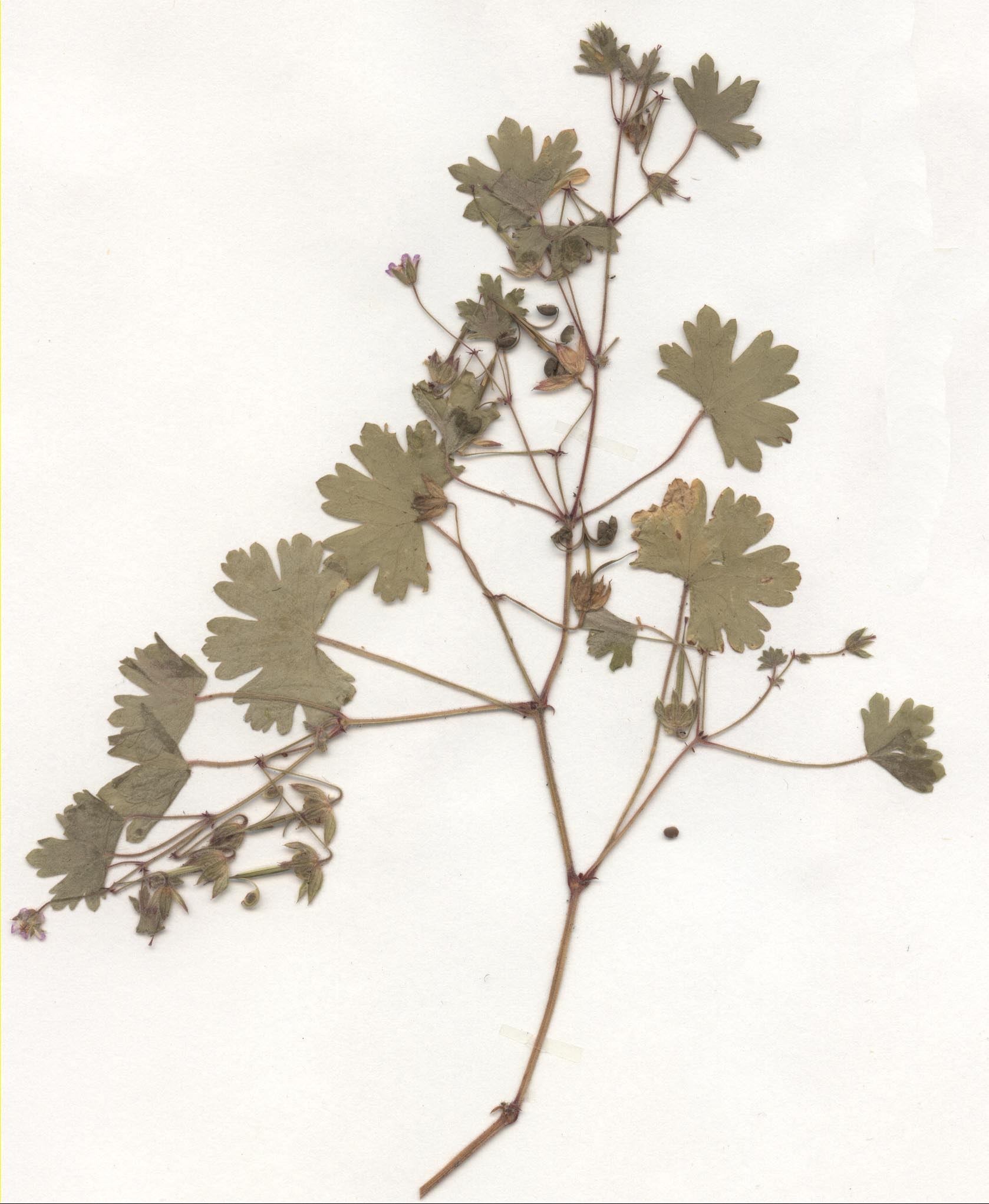